# 正眼短期大学
正眼短期大学（日语：／ Shogen Tanki Daigaku *），简称正眼短大（しょうげんたんだい），是一所位于日本岐阜县美浓加茂市的私立短期大学。

## 概要

### 简介
- 学校最早可以追溯到1954年[注 2][1]、短期大学成立于1955年[2]、由学校法人正眼短期大学。来源于临济宗正眼寺。

### 历史
- 1955年 正眼短期大学成立并同时设置宗教科[2]。
- 2001年 宗教科改组为禅・人类学科[注 1][2]。

### 宪章
- 请参看正眼短期大学的标志 （页面存档备份，存于） （日語） 2013年11月20日阅览。

## 学校环境
- 校区：在岐阜县美浓加茂市

## 历任校长
- 梶浦逸外：第一代短期大学校长
- 柴野恭堂：第二代短期大学校长
- 谷耕月：第三代短期大学校长
- 山川宗玄：现在短期大学校长

## 著名人和有关人员
- 安东Wicky

## 組織

### 学科
- 禅・人类学科[注 1]

### 专科
| - 没有 |

#### 业余课程
| - 没有 |

### 附属机关
| - 图书馆 - 社会公益中心 |

## 相关链接
- 日本短期大学列表